# ばかじゃないのに
「ばかじゃないのに」は、日本の音楽ユニットずっと真夜中でいいのに。の楽曲。2021年7月4日にEMI Recordsより、各種音楽配信サービスにてリリースされた。

## 概要
前作『あいつら全員同窓会』以来約2週間ぶりのリリースとなった。
本楽曲は、アニメ制作会社MAPPAの、設立10周年記念アニバーサリームービーのコラボ楽曲として起用されている。